# Apple of My Eye
«Apple of My Eye» es una canción de la banda británica Badfinger. Fue publicada el 17 de diciembre de 1973 como el sencillo principal de su cuarto álbum de estudio, Ass.

## Escritura e inspiración
«Apple of My Eye» fue compuesta por el vocalista principal Pete Ham, aunque fue acreditada a Badfinger debido a una disputa sobre los derechos de autor del guitarrista Joey Molland. Ham escribió la canción sobre sus sentimientos encontrados cuando la banda dejó Apple Records (que era la “niña de mis ojos” para Ham) para buscar un contrato más grande al mudarse al sello discográfico Warner Bros. La misma preocupación se refleja en la portada del álbum Ass, que muestra a un burro siguiendo una zanahoria en la distancia.

## Revisión retrospectiva
El crítico de Classic Rock, Rob Hughes, la calificó como la décima mejor canción de Badfinger, calificándola de “una despedida conmovedora”. La crítica de Classic Rock History, Janey Roberts, posicionó «Apple of My Eye» como la quinta mejor canción de la banda, calificándola como “una hermosa canción que significó el fin de una era para Badfinger y su relación con el Apple Record de los Beatles”. El crítico de Ultimate Classic Rock, Michael Gallucci, la calificó como la sexta mejor canción de Badfinger.

## Lista de canciones
Todas las canciones escritas y compuestas por Badfinger.
1. «Apple of My Eye» – 3:03
2. «Blind Owl» – 3:01

## Créditos y personal
Créditos adaptados desde las notas de álbum de Ass.
Badfinger
- Pete Ham – guitarra, piano, sintetizador, voces
- Tom Evans – bajo eléctrico, voces
- Joey Molland – guitarra, piano, voces
- Mike Gibbins – batería, voces

## Posicionamiento
| Gráfica (1974)                                        | Pico de posición |
| ----------------------------------------------------- | ---------------- |
| Australia (Kent Music Report)                         | 96               |
| Estados Unidos (Billboard Bubbling Under the Hot 100) | 102              |
| Estados Unidos (Cash Box Top 100 Singles)             | 88               |